# Прапор Карело-Фінської РСР
Пра́пор Каре́ло-Фі́нської РСР був, разом з гербом і гімном, одним з символів Карело-Фінської РСР.
За недовгий час існування республіки (з 1940 по 1956 рік) прапор змінювався один раз.

## Перший варіант прапора

Перший варіант прапора (1940—1953)

Перший варіант прапора був прийнятий 9 червня 1940 року, коли була прийнята конституція Карело-Фінської РСР. Вигляд прапора визначався статтею 118 конституції. Образ прапора Карело-Фінської РСР був заснований на образі прапора СРСР. Прапор Карело-Фінської РСР також зображував собою червоне полотнище із золотим серпом і молотом у верхньому лівому кутку. Під серпом і молотом російською і фінською золотими літерами було написано «Карело-Фінська РСР» (фін. KARJALAIS-SUOMALAINEN SNT). Довжина і ширина полотнища відносилися один до одного як 2:1. Ймовірно, авторам прапора і герба Карело-Фінської РСР був художник В. Н. Попов або В. М. Агапов.

## Другий варіант прапора

Другий варіант прапора (1953—1956)

Другий варіант прапора був прийнятий 13 березня 1953 Указом Президії ВС КФРСР. Новий прапор складався з трьох нерівномірний кольорових смуг (зверху вниз): червоний (19/30 ширини полотнища), блакитної (1/6 ширини), і зеленої (1/5 ширини). У верхньому лівому кутку полотнища, на червоній смузі, знаходився золотий малюнок серпа і молота з контуром п'ятипроменеві зірки над ним. Написів на прапорі тепер не було.
Блакитний і зелений кольори на прапорі символізували місцеві особливості республіки. Блакитний колір символізував річки і озера, а зелений — ліс.
1 вересня 1953 були прийняті зміни статті 118 конституції республіки.